# Karl Decker (Biochemiker)
Karl Franz Alfred Decker (* 14. Februar 1925 in München; † 3. April 2024 in Kirchzarten) war ein deutscher Biochemiker. Er gilt als Pionier der biochemischen Forschung.

## Leben
Decker machte 1943 Abitur am Wilhelmsgymnasium München und schloss 1950 sein Studium der Chemie an der Ludwig-Maximilians-Universität München ab, 1955 promovierte er und 1961 habilitierte er sich ebendort. Ab 1960 war er Dozent am Biochemischen Institut der Albert-Ludwigs-Universität Freiburg, 1963 erhielt er dort eine erste Professur. 1967 führte ihn eine Gastprofessur an die Michigan State University in East Lansing, Michigan. 1968 wurde Decker Direktor des Biochemischen Instituts der Universität Freiburg und ordentlicher Professor an der dortigen medizinischen Fakultät. 1993 wurde er emeritiert.
Decker war verheiratet und hatte drei Kinder. Seit 1947 war er Mitglied der katholischen Studentenverbindung K.D.St.V. Rheno-Franconia München.

## Wirken
Decker gehörte zur Arbeitsgruppe von Feodor Lynen, wo er sich mit der Rolle von Coenzym A bei der β-Oxidation von Fettsäuren beschäftigte. Deckers Monographie Die aktivierte Essigsäure: Das Coenzym A und seine Acylderivate im Stoffwechsel der Zelle (1959) gilt als Standardwerk. Deckers Arbeiten zur Evolution der Enantiozyme (Paare von Enzymen, die aus dem (R)- und (S)-Enantiomer eines Substrats dasselbe Produkt formen) waren grundlegend für das Verständnis der konvergenten Evolution. Weitere wegweisende Arbeiten Deckers befassten sich mit dem Energie- und Baustoffwechsel von strikt anaeroben Bakterien. Grundlegende medizinische Arbeiten Deckers befassten sich mit der Cholesterin-Homöostase bei Menschen und Tieren und mit der Hepatitis, für die er das Tiermodell der Galaktosamin-Hepatitits entwickelte. Er untersuchte die Rolle der Nicht-Parenchymzellen der Leber und der von diesen Zellen gebildeten Signalstoffe beim Entzündungsprozess.
Decker hatte leitende Funktionen in folgenden Institutionen: Mitglied des Senats der Albert-Ludwigs-Universität Freiburg (1969–1977), Dekan der Medizinischen Fakultät der Albert-Ludwigs-Universität Freiburg (1970/1971); Mitglied des Senats und des Hauptausschusses der Deutschen Forschungsgemeinschaft (DFG, 1976–1982), Präsident der Gesellschaft für Biologische Chemie (1977–1979), Mitglied des Vorstandes der Mildred Scheel Stiftung für Krebsforschung (1982–1995), Wissenschaftlicher Beirat des Max-Planck-Instituts für Biochemie (1986–1994), Vorsitzender der Federation of European Biochemical Societies (FEBS, 1986), Mitglied des Exekutivkomitees der FEBS (1986–1996), Senator der Deutschen Akademie der Naturforscher Leopoldina (1990–1996), Direktor des Instituts für Interdisziplinäre Forschung der Görres-Gesellschaft (1994–1998).

## Auszeichnungen (Auswahl)
- 1976 Mitgliedschaft in der Leopoldina[4]
- 1987 Ordentliches Mitglied der Akademie der Wissenschaften der DDR[5]
- 1995 Lucie-Bolte-Preis[6]
- 2005 Heinrich-Wieland-Medaille in Gold für das Lebenswerk[7]
- 2009 Cothenius-Medaille der Leopoldina[8]